# Guilty Gear XX
Guilty Gear XX (ギルティギア イグゼクス Giruti Gia Iguzekusu?) es el tercer juego de la serie de juegos de Guilty Gear. Conocido como Guilty Gear X2 en algunos territorios fuera de Japón. Fue lanzado al mercado como Guilty Gear XX: The Midnight Carnival en 2002 y tuvo mayor éxito comercial que su antecesor Guilty Gear X. El juego presentaba nuevos personajes, nueva banda sonora, nuevas técnicas, mejoras en el sistema de juego y mejores gráficos, y es considerado uno de los juegos de pelea más balanceados en existencia.[cita requerida] Guilty Gear XX tuvo tres revisiones que salieron en los años siguientes y las cuales presentaban aún más mejoras y un mejor balance en el sistema de juego, así como también personajes nuevos.

## Sistemas
Nuevas técnicas fueron añadidas en esta nueva entrega, entre las que se encuentran el "Force Roman Cancel" que es similar al "Roman Cancel" pero se necesita mayor precisión para conseguirlo y solo se puede realizar con ciertos movimientos. "Force Roman Cancel" cuesta 25% de tensión y se puede realizar incluso si el golpe no hace contacto con el oponente. También es posible realizar Burst Attacks que funciona como un combo breaker, así como también agarres en el aire y ataquen aéreos con el Dust.

## Personajes
- Sol Badguy
- Ky Kiske
- May
- Chipp Zanuff
- Faust
- Potemkin
- Eddie
- Axl Low
- Millia Rage
- Baiken
- Testament
- Jam Kuradoberi
- Johnny
- Anji Mito
- Venom
- Dizzy

Solo consola
- Kliff Undersn
- Justice

### Personajes nuevos
Testament y Dizzy hacen sus primeras apariciones como personajes normales, en vez de Jefes Finales, como en los juegos anteriores. También se incluyeron en el juego cinco personajes nuevos, cuatro de ellos disponibles desde el inicio del juego.
- Slayer: Es el fundador del gremio de asesinos, sin embargo nunca se le había mencionado antes. También es el único Vampiro de la serie.
- Bridget: Es un joven andrógino Caza-recompensas, que hace aparición en el torneo con el propósito de probar su masculinidad.
- Zappa: Es un hombre proveniente de Australia, que ha sido poseído por fantasmas y busca una cura para su misteriosa enfermedad, aún a pesar de haber olvidado su verdadera naturaleza.
- I-No: Es una extraña guitarrista, que trabaja para "Ese Hombre", el creador de los Gears. Ella es el jefe en la versión de Arcade, pero también es uno de los personajes controlables desde el inicio, aunque menos poderosa.

Version #Reload
- Robo-Ky: Es una versión robótica de Ky Kiske, y aparentemente fue construido por el "Buro de Administración de Post-Guerra" para el cual también trabaja, generalmente con la intención de cumplir la voluntad de ellos. Aunque Robo-Ky aparece desde la primera versión de GGXX (como personaje oculto) es en la versión #Reload donde recibe un cambio drástico en cuanto a animación y movimientos y pasa a ser un personaje regular.

Version Slash
- A.B.A: Proveniente de Guilty Gear Isuka. A.B.A es una extraña chica que pelea con una enorme hacha en forma de llave. A.B.A es incorporada a GGXX a partir de la versión Slash del juego.
- Holy Order Sol: La versión de Sol Badguy durante "The Holy War" (La Guerra Santa). Order Sol es incorporado a GGXX a partir de la versión Slash del juego. Lleva el uniforme de la Santa Orden (igual al que lleva puesto Ky Kiske) y porta una espada diferente a la de Sol Badguy. Order Sol reemplaza a I-no como jefe final, tanto en GGXX Slash como en Accent Core.

## Historia
Semanas después de los acontecimientos ocurridos en Guilty Gear X. Una misteriosa organización llamada el Buró de Administración Posguerra (Postwar Administration Bureau/Shuusen Kanrikyoku) hace su aparición. Al parecer su intención es capturar a los Gears y a los peleadores más poderosos, sin embargo su objetivo definitivo se ignora. Al mismo tiempo surge otro personaje, un hombre misterioso que clama ser el creador de los Gears (los cuales fueron creados hace más de 100 años) y al cual todos se refieren a él simplemente como "Ese Hombre" (That Man/Ano Otoko) De nueva cuenta todos los peleadores se ven envueltos en situaciones fuera de control, principalmente ocasionadas por I-No una misteriosa chica que trabaja bajo las órdenes de "Ese Hombre" por razones aún desconocidas.

## Revisiones

### #Reload
Guilty Gear XX: The Midnight Carnival #Reload  fue lanzado en 2003 como una actualización del GGXX original. El juego presentaba mejoras en el sistema de juego, muchos de los movimientos de los personajes fueron ajustados así como el nivel de daño que ocasionaban, la velocidad del juego fue ajustada y varios puntos del "Force Roman Cancel" fueron agregados. Lo más notable fue la adición de Robo-Ky como personaje seleccionable desde el inicio, el cual fue rehecho con movimientos y animaciones propias además de un subsistema de juego que lo hace 
diferente al resto de los personajes. La historia de GGXX #Reload es la misma que la del primer GGXX ya que los dos juegos llevan el subtítulo "The Midnight Carnival", aparte de que en algunas versiones para consola de #Reload incluye el mismo modo historia de GGXX. Con la salida de la versión #Reload, la popularidad de GGXX aumento considerablemente.
Instant Kills:
Sol: Brincaba en llamas y atacaba.
Ky: Lanza una ráfaga.
May: Los piratas Johnny pisan al oponente y este es aplastado.
Bridget: Lanza al oponente a la luna.
Johnny: Convertía al oponente en una carta y lo corta en 2.
Baiken: Ataca y el oponente cae a los 3 segundos.
Faust: Causa una explosión nuclear.
Jam: Solo te patea.
Axl: Te corta con sus hachas.
Zappa: Te asusta con una película de terror.
Versión coreana
Para el mercado coreano fue lanzada una versión especial de Guilty Gear XX #Reload para PlayStation 2, esta versión incluía un escenario nuevo, "Korea", las voces de los personajes fueron redobladas por actores coreanos y una nueva banda sonora fue creada para el juego por el músico coreano Shin Hae Chul el cual presentaba un tono más "Dark" en la música con algo de influencia "Techno". Sin embargo los temas originales también venían incluidos y se podían seleccionar mediante el menú de opciones.

### Slash
Guilty Gear XX: The Midnight Carnival/Slash fue la segunda revisión de GGXX y fue lanzado en 2005 en Japón. Esta versión contenía aún más mejoras que la versión anterior. Para empezar a todos los personajes se les agregó un nuevo movimiento, el sistema de juego volvía a ser ajustado y se añadieron dos nuevos personajes, A.B.A proveniente de Guilty Gear Isuka y Holy Order Sol una versión alterna de Sol Badguy con poderes y movimientos propios. Dos nuevos escenarios fueron agregados para los dos nuevos personajes así como también dos nuevos temas musicales. Los escenarios restantes fueron retocados. En esta versión del juego el jefe final era Holy Order Sol, quedando I-No como subjefe. Al igual que con #Reload, aun cuando la versión para consola de Slash no incluía un Modo Historia, la historia del juego sigue siendo la misma de GGXX, ya que aún lleva "The Midnight Carnaval" como subtítulo.

### Accent Core
Guilty Gear XX Accent Core es la más reciente revisión de GGXX. Fue lanzada en los salones recreativos de Japón en diciembre de 2006. Aparte de los ya acostumbrados ajustes en el sistema de juego, Accent Core presentaba un nuevo tipo de movimientos especiales llamados Force Break los cuales consumen 25% de la barra de tensión para usarlos. Varios de los personajes obtuvieron nuevos movimientos especiales y algunos movimientos especiales de algunos personajes fueron cambiados a Force Break. También incluye movimientos que ocasionan que los oponentes se queden pegados a las paredes por un corto lapso de tiempo o que se deslicen a través de todo el suelo del escenario. Otras adiciones al sistema incluyen Slask Back, una especie de parrying, similar al de Street Fighter III y throw breaks.
Aparte de los cambios en el sistema de juego Accent Core incluye el más grande cambio estético desde la salida del primer GGXX. Todas las voces de los personajes, incluyendo al anunciador, fueron regrabadas, algunos personajes incluso tienen nuevas voces. Se hicieron nuevos artworks para los personajes, dos nuevos temas musicales se incluyeron "Launch Out" y "Keep The Flag Flying". El juego tiene una nueva intro. Para las versiones de consola Kliff y Justice fueron removidos. A diferencia de las dos revisiones anteriores GGXX Accent Core ya no lleva el subtítulo "The Midnight Carnival", por lo tanto no tiene historia y solo se trata de un juego de tipo "Dream Match".
Una versión para la consola PlayStation 2 fue lanzada en Japón, el 30 de mayo de 2007. Una versión para la consola casera Wii fue lanzada en Japón, el 26 de julio de 2007. Aksys Games lanzó la versión para PS2 en América, el 11 de septiembre de 2007, mientras que la versión para Wii fue lanzada en octubre de 2007. La versión para la consola Wii, aparte de que en esta se podrá utilizar el control clásico y el control de GameCube, también se podrá utilizar el control Wiimote/Nunchuk. 
Ambas versiones del juego presentan tres modos de juego diferentes por personaje, estos están basados en Guilty Gear, Guilty Gear X, y Λ Core. A pesar de que en la versión japonesa para PlayStation 2 se detectaron varios errores, Aksys anunció que en la versión Americana de Accent Core, tanto la de Wii, como la de PS2 los errores serán eliminados.

"Nosotros solo queremos dejar en claro que todos los bugs encontrados en la versión Japonesa de Guilty Gear Accent Core seran eliminados en la versión americana. Por lo que con estos nosotros por fin ponemos fin a todas las preocupaciones que mucha gente tenía."

### Accent Core Plus
Guilty Gear XX Λ Core Plus fue lanzada el 27 de marzo del 2008 para PS2 en Japón. No se han hecho cambios en el sistema de batalla, por lo que no se trata de una nueva revisión del juego. Pero se han agregado varios extras que lo hacen la versión definitiva de Accent Core. Estos extras incluyen el regreso de Kliff y Justice, con sus respectivos ajustes y adiciones hechas para el juego, el regreso del Mission Mode, un nuevo Survival Mode con mejoras, un nuevo Gallery Mode con nuevas ilustraciones y el arreglo de algunos errores que estaban presentes en el juego anterior.
Λ Core Plus también presenta un nuevo modo de historia. La historia es una continuación de la trama de Guilty Gear XX: The Midnight Carnival. Todos los personajes tienen historia, y las tramas de cada uno abarcan los eventos importantes las cuales involucran: el misterio de los Gears, "That Man" y el conflicto con el "Post War Administration Bureau", etc. El juego también presenta un nuevo personaje NPC: el científico de la "Post War Administration Bureau", Crow, el cual ataca al elenco de personajes en el Story mode utilizando clones autómatas de Justice.
Una versión para PlayStation Portable fue lanzada en Japón el 24 de julio de 2008. Esta versión del juego incluye una opción de versus en equipos de 3 contra 3 similar a la que se incluyó en GGX Advance para GameBoy Advance.
Aksys Games lanzó el GGXX Accent Core Plus para el mercado estadounidense el 27 de abril de 2009 para las consolas PlayStation 2 y PlayStation Portable y el 12 de mayo para el Nintendo Wii. Estas versiones incluía la opción de versus 3 contra 3 que solo estaba disponible en la versión PSP japonesa.